# Servicio Forestal de los Estados Unidos
El Servicio Forestal de los Estados Unidos (en inglés: United States Forest Service) es una agencia del Departamento de Agricultura de los Estados Unidos que administra los 155 bosques nacionales y 20 praderas nacionales. Las principales divisiones de la agencia incluyen el Sistema Nacional de Bosques, la Silvicultura Estatal y Privada y la rama de Investigación y Desarrollo.

## Historia
En 1876, el Congreso creó el cargo de Agente Especial en el Departamento de Agricultura para evaluar el estado de los bosques en los Estados Unidos. Franklin B. Hough fue nombrado jefe de la oficina. En 1881, la oficina se amplió en la recién creada División de Silvicultura («Division of Forestry»). La aprobación de la ley de Reservas Forestales de 1891 («Forest Reserve Act of 1891») autorizó la retirada de tierras del dominio público como «reservas forestales», que serían gestionadas por el Departamento de Interior. En 1901, la División de Silvicultura fue rebautizada con el nombre de Oficina de Silvicultura («Bureau of Forestry»). La ley de Transferencia de 1905 («Transfer Act of 1905») transfirió la gestión de las reservas forestales de la Oficina General de Tierras («General Land Office») del Departamento de Interior a la Oficina de Silvicultura, desde ese momento conocido como el Servicio Forestal del Departamento de Agricultura (USDA o USFS). Gifford Pinchot fue el primer Jefe del Servicio. 
Hay varias leyes federales importantes que afectan al Servicio Forestal como la ley de Uso Múltiple - Rendimiento Sostenido de 1960, («Multiple Use - Sustained Yield Act», P.L. 86-517; la ley de zonas silvestres (Wilderness Act, P.L. 88-577), la ley Nacional de Manejo Forestal («National Forest Management Act», P.L. 94-588); la ley de Política Ambiental Nacional («National Environmental Policy Act» PL 91-190); la ley de Asistencia Cooperativa Forestal («Cooperative Forestry Assistance Act», PL 95-313), y la ley de Planificación de Recursos Renovables en de Bosques y Pastizales («Forest and Rangelands Renewable Resources Planning Act», PL 95-307).
En marzo de 2008, el Subcomité de la Cámara del Interior, Medio Ambiente y Agencias Relacionadas («House Subcommittee on Interior, Environment, and Related Agencies») preguntó al Tribunal de Cuentas («Government Accountability Office», GAO) para evaluar si el Servicio Forestal debería trasladarse del Departamento de Agricultura al Departamento de Interior, que ya incluye el Servicio de Parques Nacionales («National Park Service»), el Servicio de Pesca y Vida Silvestre («Fish and Wildlife Service»), y el Bureau of Land Management, gestionando unos 1.770.000 km² de tierras públicas.

## Actividades

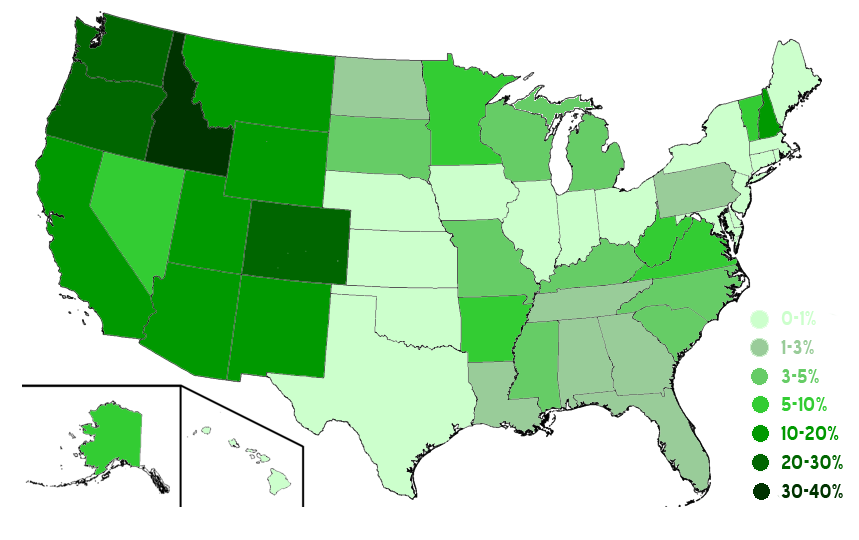
Más del 80% de los 780.000 km² de las tierras administradas por el Servicio Forestal Nacional se encuentra en los estados del Oeste. Este mapa muestra las tierras de NFS como porcentaje del total de superficie de tierra en cada estado.

En los Estados Unidos hay 155 bosques nacionales, organizados en distritos de guardería forestal, que emplean guardabosques y demás personal. Los distritos construyen y mantienen los senderos, los campamentos operativos, regulan el pastoreo, patrullan las áreas silvestres, protegen importantes sitios del patrimonio cultural y gestionan la vegetación y el hábitat de la fauna silvestre. El Servicio Forestal también cuenta con siete estaciones regionales de investigación, entre ellas el Instituto Internacional de Silvicultura Tropical («International Institute of Tropical Forestry») y Laboratorio de Productos Forestales («Forest Products Laboratory»), que estudian los ecosistemas de los bosques nacionales, así como otras instituciones federales, estatales y tierras privadas. El Servicio Forestal también proporciona financiación y asistencia técnica a los propietarios de tierras no-federales, a través de una sucursal denominada Silvicultura del Estado y privada («State and Private Forestry»).
Aunque un gran volumen de madera se extrae cada año, no todos los bosques nacionales están totalmente forestados. Hay glaciares en el bosque nacional Tongass, en Alaska, y áreas de esquí, como Alta (Utah) en el bosque Nacional Wasatch-Cache. Además, el Servicio Forestal es responsable de la gestión nacional de las praderas nacionales en el medio oeste, y también, de las zonas designadas como áreas silvestres («wilderness»), declaradas por leyes del Congreso, en las que está prohibida la tala, la minería, la construcción de carreteras y la construcción y arrendamiento de tierras con fines de agricultura o la ganadería y el pastoreo. 
Desde 1978, varios presidentes han encomendado a la USFS la administración de un monumento nacional incluido en uno de los bosques nacionales ya declarados.
- Monumento Nacional Admiralty Island, en Alaska;
- Monumento Nacional Giant Sequoia, en California;
- Monumento Nacional Misty Fjords, en Alaska;
- Monumento Nacional Volcánico Monte St. Helens, en Washington;
- Monumento Nacional Volcánico Newberry, en Oregón;
- Monumento Nacional de las Montañas Santa Rosa y San Jacinto, en California (conjuntamente con el Bureau of Land Management);

El Servicio Forestal también gestiona el sitio histórico nacional Grey Towers («Grey Towers National Historic Site») en Milford, Pensilvania, el hogar y herencia de su primer director, Gifford Pinchot. 
La unidad Legal de Aplicación e Investigaciones (LEI) («Law Enforcement & Investigations unit») del Servicio Forestal, con sede en Washington D. C., es un organismo encargado de hacer cumplir la ley federal del gobierno de los EE. UU. Es responsable de la aplicación de las leyes federales y reglamentos que rigen las tierras forestales nacionales y sus recursos. Agentes especiales se utilizan principalmente para investigaciones. Las patrullas se hacen principalmente por los agentes del orden público uniformados, todos los cuales portan armas de fuego. El LEI también tiene K-9 y unidades de policía montada.

## Controversias

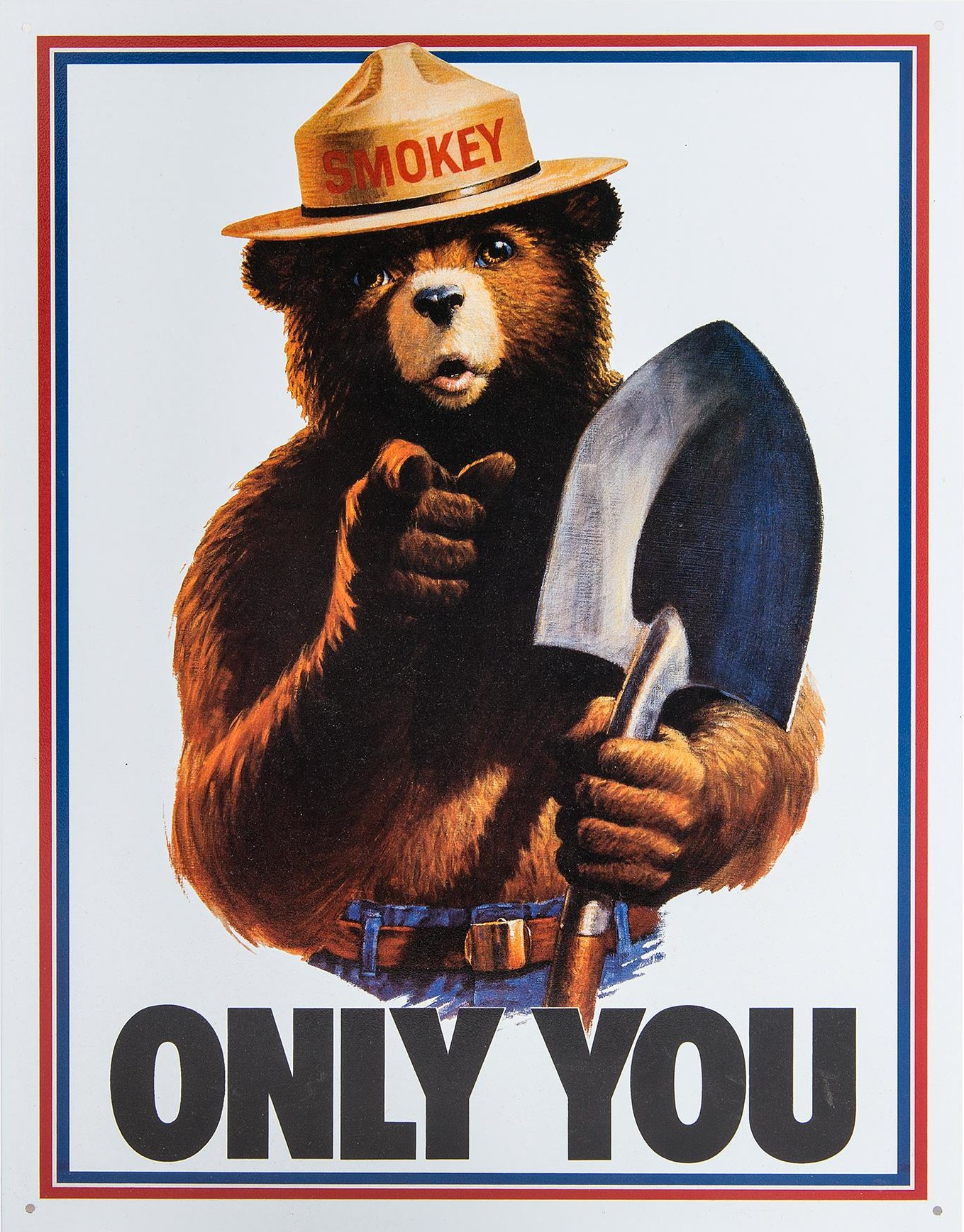
Cartel del Smokey Bear (oso Smokey)

La historia del Servicio Forestal ha estado llena de controversia, dados los diversos intereses y valores nacionales en juego en relación con el manejo adecuado de los muchos recursos de los bosques. Estos valores incluyen el pastoreo y los recursos, la madera, la minería, la recreación, el hábitat de la fauna y vida silvestre. A causa del continuo desarrollo, el gran tamaño de los Bosques Nacionales han hecho ellos de hecho reservas de vida silvestre para un número de especies raras y comunes. En las últimas décadas, la importancia de los bosques maduros para el búho manchado y un número de otras especies condujo a grandes cambios en los niveles de cosecha de madera. 
En agosto de 1944, para reducir el número de incendios forestales, el Servicio Forestal y el Consejo de Propaganda en Tiempo de Guerra («Wartime Advertising Council») iniciaron la distribución de carteles educativos sobre el fuego con un oso negro americano. El cartel de la campaña fue un éxito, el oso negro se llamaría «Smokey Bear», y durante décadas, será el «spokesbear» (oso portavoz) del Servicio Forestal. El oso Smokey ha aparecido en innumerables anuncios comerciales de televisión, y su popular frase, «Sólo tú puedes prevenir los incendios forestales» («Only YOU can prevent forest fires»), es uno de los lemas más ampliamente reconocidos en los Estados Unidos. Un reciente estudio encontró que el 95% de los encuestados podría completar la frase cuando se le da las primeras palabras. Lamentablemente, en algunos ecosistemas adaptados al fuego las décadas de supresión de incendios han causado involuntariamente un aumento de los combustibles que sustituyen la historia natural de los incendios de combustión lenta, relativamente fuegos fríos, con los incendios de combustión rápida en tierras forestales adaptadas al fuego en todo el país.
En la década de 1990, la agencia se vio involucrada en el escándalo cuando ilegalmente proveyó de aviones militares a contratistas privados para su uso como cisternas. (Véase U. S. Servicio Forestal AirTanker escándalo.) 
Otra cuestión controvertida es la política de construcción de carreteras dentro de los bosques nacionales. En 1999 el presidente Clinton ordenó una moratoria temporal sobre la construcción de nuevas carreteras en los bosques nacionales para «evaluar sus valores ecológicos, económicos y sociales y evaluar las opciones a largo plazo para su gestión» («assess their ecological, economic, and social values and to evaluate long-term options for their management».) Cinco años y medio después, la administración Bush sustituyó esto por un sistema en el que cada estado podría solicitar al Servicio Forestal para abrir los bosques en su territorio para la construcción de carreteras.

### Área de gestión
- «USDA Forest Service». Consultado el 23 de noviembre de 2005.
- U.S. Forest Service Forest Products Laboratory Archivado el 6 de enero de 2010 en Wayback Machine.
- U.S. Forest Service Pacific Wildland Fire Sciences Laboratory
- Forest Service Meeting Notices and Rule Changes from The Federal Register RSS Feed
- FSGeodata Clearinghouse: includes maps
- «USDA State & Private Forestry, Northeastern Area». Archivado desde el original el 16 de junio de 2022. Consultado el 29 de noviembre de 2006.

### Área de investigación
- Pacific Southwest Research Station
- Pacific Northwest Research Station
- Rocky Mountain Research Station
- Southern Research Station
- Northern Research Station Archivado el 29 de diciembre de 2021 en Wayback Machine.
- Experimental Forests
- «USDA Forest Service Research Publications». Archivado desde el original el 12 de julio de 2017. Consultado el 23 de enero de 2006.
- Madera de Pinares (Spain)

- Datos: Q1891156
- Multimedia: United States Forest Service / Q1891156